# Axel Danielsson (redaktör)
Axel Emanuel Danielsson, född 5 januari 1890 i Sund på Åland, död 21 oktober 1969 i Mariehamn, var en åländsk tidningsman. 
Danielsson var redaktör vid Åbo Underrättelser 1908–1929 och tjänstgjorde därefter vid tidningen Åland fram till 1957. Han gjorde sig känd som en energisk och initiativrik journalist av den gamla allroundtypen och som flitig kåsör under signaturen Den fridsamme. Han utgav sex samlingar journalistiska stilblommor och tryckfel samt Glimtar över Åland (1942) och en samling kåserier.